# 케넷 스퀘어

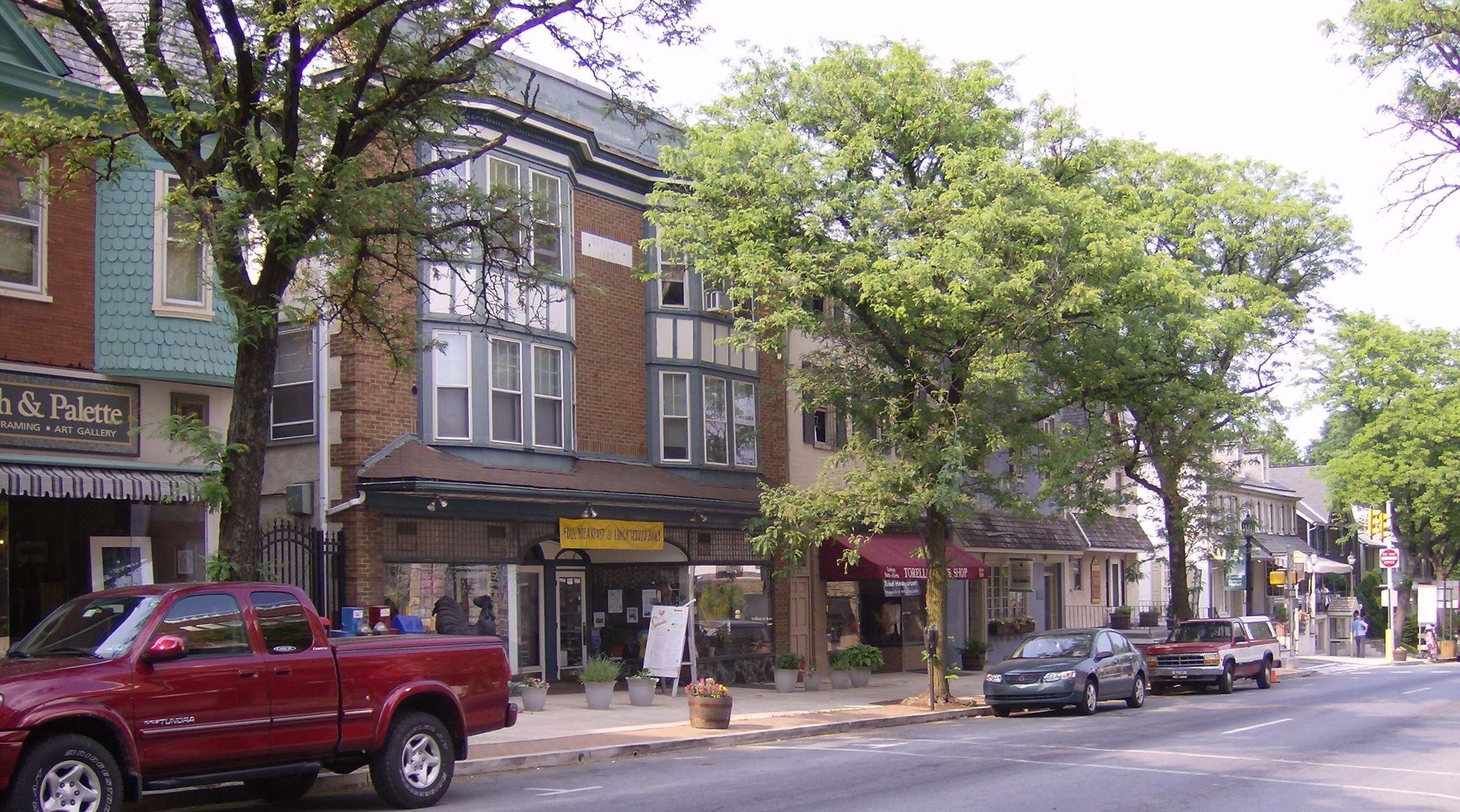

케넷 스퀘어(Kennett Square)는 미국 펜실베이니아주 체스터 카운티(Chester County)의 자치구이다. 이 지역의 버섯 양식은 1년에 백만 파운드 이상의 버섯을 생산하여 미국 버섯 작물의 절반을 차지하기 때문에 세계의 버섯 수도로 알려져 있다. 이 유산을 기념하기 위해 케넷 스퀘어(Kennett Square)는 연례 버섯 축제(Mushroom Festival)를 개최하여 퍼레이드가 진행되고 버섯 농장을 관광하며 음식 및 기타 물품을 사고 팔 수 있다. 또한 노인 간호 시설을 관리하는 제네시스 헬스케어(Genesis HealthCare)의 본사가 있다. 지역 고등학교는 케넷 고등학교(Kennett High School)이다. 인구는 2010년 인구 조사에서 6,072명이었다.

## 인구
| 인구조사    | 인구  | Note  | %±    |
| ----------- | ----- | ----- | ----- |
| 1860년      | 606   |       | —     |
| 1870년      | 884   |       | 45.9% |
| 1880년      | 1,021 |       | 15.5% |
| 1890년      | 1,326 |       | 29.9% |
| 1900년      | 1,516 |       | 14.3% |
| 1910년      | 2,049 |       | 35.2% |
| 1920년      | 2,308 |       | 12.6% |
| 1930년      | 3,091 |       | 33.9% |
| 1940년      | 3,375 |       | 9.2%  |
| 1950년      | 3,699 |       | 9.6%  |
| 1960년      | 4,355 |       | 17.7% |
| 1970년      | 4,876 |       | 12.0% |
| 1980년      | 4,715 |       | −3.3% |
| 1990년      | 5,218 |       | 10.7% |
| 2000년      | 5,273 |       | 1.1%  |
| 2010년      | 6,072 |       | 15.2% |
| 2019 (추산) | 6,202 | [ 4 ] | 2.1%  |
| 출처:       |       |       |       |

## 같이 보기
- 베야드 테일러